# George Neville-Grenville
George Neville-Grenville (17 août 1789 - 10 juin 1854), nommé George Neville jusqu'en 1825  est doyen de Windsor au milieu du XIXe siècle .

## Biographie
Il est un fils cadet du député Richard Griffin (2e baron Braybrooke) et de Catherine Grenville, fille du premier ministre George Grenville; son frère aîné est Richard Griffin (3e baron Braybrooke). Il fait ses études au Collège d'Eton et au Trinity College, Cambridge. Il est maître du Magdalene College de Cambridge à partir de 1813  et Doyen de Windsor à partir de 1846 , Aumônier honoraire de la Reine, il est également registraire de l'Ordre de la Jarretière.
En 1816, il épouse Charlotte, fille de George Legge (3e comte de Dartmouth). Leur fils Ralph Neville-Grenville, est un député conservateur; l'autre, Frédéric est prêtre, vicaire de Butleigh et prébendaire à la cathédrale de Wells.
Lorsqu'il est nommé doyen de Windsor en 1846, Neville-Grenville propose de démissionner de la maîtrise du Magdalene College, mais est bloqué par le Visiteur, son frère Lord Braybrooke, qui a réservé le poste à son quatrième fils Latimer Neville (6e baron Braybrooke), alors âgé de 19 ans. La santé du Maître est en déclin: en 1850, alors qu'il n'a que soixante ans, il était "une épave". Avec une certaine diplomatie nécessaire pour gérer la transition, celle-ci est réalisée en 1853 et Latimer Neville est devenu maître à l'âge de 26 ans .
Neville-Grenville est décédé le 10 juin 1854.